# Densign White
Densign Emmanuel White MBE (* 21. Dezember 1961 in Wolverhampton) ist ein ehemaliger britischer Judoka. Er war zweimal Olympiafünfter, 1987 Weltmeisterschaftsdritter und gewann drei Medaillen bei Europameisterschaften.

## Sportliche Karriere
Der 1,80 m große Densign White kämpfte bis 1981 im Halbmittelgewicht. 1980 war er Dritter der Junioreneuropameisterschaften. Im Sommer 1981 wechselte er ins Mittelgewicht, die Gewichtsklasse bis 86 Kilogramm. Bei den Weltmeisterschaften 1981 schied er im Viertelfinale gegen den Spanier Alfonso García Ortíz aus.
Bei den Olympischen Spielen 1984 in Los Angeles bezwang er in seinem ersten Kampf den Monegassen Eric Bessi nach 2:36 Minuten und im Achtelfinale Alfonso García Ortíz nach 3:22 Minuten. Im Viertelfinale unterlag er Robert Berland aus den Vereinigten Staaten durch Schiedsrichterentscheid (Yusei-gachi). In der Hoffnungsrunde bezwang er Magnus Büchel aus Liechtenstein nach 1:18 Minuten und verlor den Kampf um Bronze gegen den Brasilianer Walter Carmona durch eine Koka-wertung.
1986 erreichte White das Finale der Commonwealth Games in Edinburgh. Er unterlag in einem rein englischen Duell Raymond Stevens. Bei den Europameisterschaften 1987 in Paris bezwang White im Halbfinale den Österreicher Peter Seisenbacher, im Finale unterlag er dem Franzosen Fabien Canu. Ein halbes Jahr später unterlag White im Halbfinale der Weltmeisterschaften 1987 in Essen dem Nordkoreaner Pak Jong-chol, sicherte sich aber anschließend eine Bronzemedaille durch einen Sieg über den Bulgaren Georgi Petrow. 1988 erreichte White bei den Europameisterschaften in Pamplona wie im Vorjahr das Finale und verlor ebenfalls wie im Vorjahr gegen Fabien Canu. 
Bei den Olympischen Spielen 1988 in Seoul siegte White in seinem ersten Kampf gegen den Belgier Luc Suplis durch Schiedsrichterentscheid. Im zweiten Kampf gegen den Argentinier Sandro Lopéz gewann er mit einer Yuko-Wertung, im Achtelfinale siegte er gegen den Neuseeländer Bill Vincent durch Ippon nach 1:32 Minuten. Im Viertelfinale traf White auf Wladimir Schestakow aus der Sowjetunion und unterlag durch Schiedsrichterentscheid. In der Hoffnungsrunde besiegte White den Taiwanesen Chiu Heng-an nach 3:58 Minuten, verlor aber dann den Kampf um Bronze gegen den Niederländer Ben Spijkers durch Waza-ari.
1989 bei den Europameisterschaften in Helsinki verlor White im Viertelfinale gegen Witali Budjukin aus der Sowjetunion. Nach zwei Siegen in der Hoffnungsrunde unterlag er im Kampf um Bronze Axel Lobenstein aus der DDR. Fünf Monate später bei den Weltmeisterschaften in Belgrad unterlag er im Halbfinale Ben Spijkers und im Kampf um Bronze wieder Axel Lobenstein. Im Jahr darauf siegte Densign White im Finale der Commonwealth Games 1990 in Auckland gegen den Schotten Winston Sweatman. Drei Monate später unterlag er Axel Lobenstein bei den Europameisterschaften 1990 in Frankfurt am Main im Viertelfinale. Mit drei Siegen in der Hoffnungsrunde erkämpfte sich White aber eine Bronzemedaille. Im Jahr darauf unterlag er bei den Europameisterschaften 1991 in Prag im Achtelfinale gegen den Italiener Giorgio Vismara. Nach zwei Siegen in der Hoffnungsrunde verlor er den Kampf um Bronze gegen den Rumänen Adrian Croitoru. Bei den Olympischen Spielen 1992 in Barcelona gewann Densign White seinen ersten Kampf gegen Hermathe Souffrant aus Haiti nach neun Sekunden, im Achtelfinale schied er gegen den Südkoreaner Yang Jong-ok nach Schiedsrichterentscheid aus.
Nach seiner aktiven Karriere war White Sportdirektor beim europäischen Judoverband und dann Vorsitzender des britischen Judoverbandes. Densign White ist mit der ehemaligen britischen Speerwerferin und Olympiasiegerin von 1984 Tessa Sanderson verheiratet.  